# Juha Kankkunen
Juha Matti Pellervo Kankkunen (Laukaa, 1959. április 2. –) finn raliversenyző. Négyszeres ralivilágbajnok, egyszeres Dakar-rali győztes. 1983 és 2002 között a Rallye Világbajnokságon gyári versenyzőként vett részt. 23 futamgyőzelme és négy világbajnoki címe egyaránt rekordnak számított. Bár Sébastien Loeb azóta több világbajnoki címet szerzett, Kankkunenen kívül csak Sebastian Ogier volt képes arra, hogy három különböző márkával bajnok legyen.
Rali-Világbajnoki címe mellett Kankkunen 1988-ban megnyerte a Dakar Ralit, illetve 1988-ban és 1991-ben a Race of Champions-t is. Visszavonulása óta üzleti és politikai pályán tevékenykedik. 2007 óta ő tartja a jégen elért sebességrekordot, egy Bentley Continental GT-vel.

## Pályafutása

### Pályafutásának korai szakasza
Kankkunen családja Laukka mellett lévő farmján nőtt fel Közép-Finnországban, közel a Finn rali szakaszaihoz. Édesapja hobbi szinten ralizott és jégautó-versenyzett, a kis Juha tőle tanulta meg a jégen való autózás alapjait. Kankkunen hétéves korában vezetett először, és 12 volt, amikor megszerezte élete első autóját. 1978-ban kezdett ralizni, első világbajnoki futama az 1979-es Ezer Tó Rali volt, amin egy Ford Escort RS2000-el vett részt és tizennegyedikként végzett. Kankkunen pályáját édesapja egyik barátja, Timo Mäkinen egyengette, továbbá sok tapasztalatszerzési lehetőséghez segítette hozzá anyagi támogatásával az a Timo Joukhi, aki később több finn versenyzőnek is a menedzsere lett, például Tommi Makinennek és Mikko Hirvonennek.

### Toyota (1983–1985)
Mivel a helyi rendezvényeken jó eredményeket ért el a Toyota Finland színeiben, Kankkunent leszerződtette az Ove Andersson által irányított Toyota Team Europe, a márka gyári csapata. Első idényében az 1979-es világbajnok, Björn Waldegård csapattársa volt egy Toyota Celica Twincam Turbo-val. Ekkor három világbajnoki futamon vett részt. Hatodik lett az Ezer Tó Ralin, hetedik Nagy-Britanniában, a RAC Ralin, az Elefántcsontpart Ralin pedig kiesett. A következő évben négy futamon vett részt új állandó navigátorával, Fred Gallagherrel, háromszor kiestek, de hazai versenyükön célba értek az ötödik helyen. Az 1985-ös évet meglepetésszerű győzelemmel kezdte a Safari Ralin, így ő lett az első versenyző, aki ezt a versenyt első nekifutásra meg tudta nyerni. Négy további futamon is rajthoz állt, és megnyerte a szezon másik megbízhatósági versenyét, az Elefántcsontpart Ralit is, ahol csapattársával Waldegaard-al azonos eredményt ért el, de végül a győzelmet Kankkunen-nek ítélték.

### Peugeot (1986)

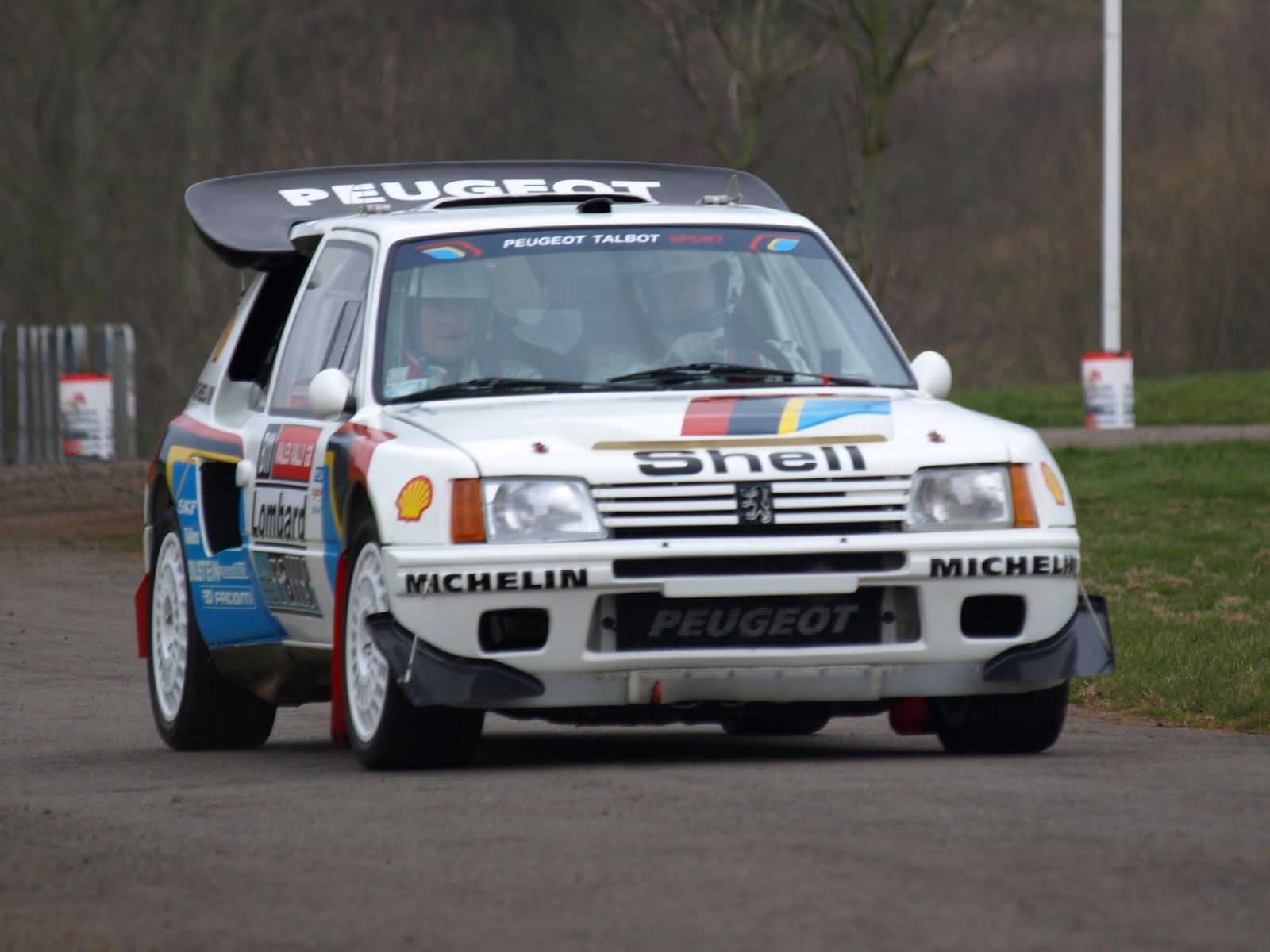
Peugeot 205 Turbo 16 E2 a 2008-as Race Retro rendezvényen.

Celicás teljesítményének köszönhetően Kankkunen lehetőséget kapott, hogy 1986-ban az élmezőnybe kerüljön a címvédő Peugeot-val, a francia csapat őt választotta, hogy helyettesítse az előző évben elszenvedett, majdnem halálos kimenetű balesete után lábadozó Ari Vatanent. Kankkunen kitűnően élt is a lehetőséggel, a Peugeot 205 Turbo 16 második evolúciós változatával megnyerte a Svéd Ralit, az Akropolisz Ralit és az Új-Zéland Ralit, ráadásul további három futamot dobogón fejezett be. A szezon botrányosan zárult, mivel Henry Toivonen Korzika Ralin elszenvedett tragikus balesete után a következő évtől megszüntették a B csoportot, ami felháborította Jean Todt csapatfőnököt, később pedig a francia Peugeot csapatot kizárták a San Remo Raliról, így a hazai pályán versenyző Lancia szerezte meg mindhárom dobogós helyet. Annak ellenére, hogy a 205 T16 a verseny előtti ellenőrzésen nem bukott meg, a stewardok úgy döntöttek, hogy újabb vizsgálatokkal ellenőrzik, hogy az autó karosszériája alatti szárnyak illegális oldalspoilernek minősülnek-e. A szezonzáró, Egyesült Államokbeli Olympus Rali előtt Markku Alén vezetett Kankkunen előtt egy ponttal. Bár Alén Kankkunent megelőzve megnyerte a futamot, csak tizenegy napig lehetett világbajnok, amíg a Peugeot fellebbezését el nem fogadták. A FIA érvénytelenítette a csapat San Remo-i kizárását, és visszaadták nekik a korábban elvett pontokat, így Kankkunen lett a sportág történetének legfiatalabb világbajnoka.

### Lancia (1987)
A B csoportot megszüntető FIA-döntés miatt a Peugeot kiszállt a Rali Világbajnokságból, és Kankkunen 1987-re a Lancia gyári csapatához, a Lancia Martini-hez szerződött, hogy egy Lancia Delta HF 4WD-t vezessen. Hamar összeszokott az autóval, és a szezonnyitó Monte-Carlo-ralin egészen az utolsó szakaszig vezetett, de akkor főnöke, Cesare Fiorio vitatott módon arra utasította, hogy csapattársa, Miki Biasion mögött, másodikként érjen célba. Kankkunen később megnyerte az Olympus Ralit, ahol hat órányi versenyzés után 12 másodperccel verte meg Biasiont. Elsőként ért célba a szezonzáró RAC Ralin is, így a világbajnoki címért folyó szoros csatában legyőzte csapattársait, Biasiont és Alént. Az Autósport Díjátadón Kankkunen zsinórban másodszor is megkapta a „Nemzetközi Raliversenyző Díját”. Annak ellenére, hogy addig egyedülálló módon megvédte bajnoki címét, Kankkunen nehezen fogadta el a csapatutasításokat, amelyek Biasionnak, az olasz autóban ülő olasz sztárnak kedveztek, és ez előrevetítette azt, hogy az 1988-as szezonra másik csapathoz igazol.

### Toyota (1988–89)
Kankkunen úgy döntött, hogy visszatér a Toyota Team Europe-hoz. Bár első futamán, a Szafari Ralin ötödikként végzett a Toyota Supra Turbóval, a címvédésre nem sok esélye maradt. A Toyota a Korzika Ralin bemutatta az új Toyota Celica GT-Four ST165-öt, de az új autó megbízhatósági problémákkal küzdött. Kankkunen zsinórban háromszor esett ki motorproblémák miatt, és nem is szerzett több pontot abban az évben, így csak a harminchetedik helyen végzett a világbajnoki pontversenyben. Viszont a Rali Világbajnokságon kívül annál sikeresebb volt! Egy Peugeot 205 T16-ba visszaülve első nekifutásra megnyerte a Dakar-ralit, miután csapat- és honfitársának, a versenyben vezető Ari Vatanennek ellopták a 405 T16-osát. Kankkunen szintén Peugeot-val vett részt a Pikes Peak Nemzetközi Hegyiversenyen, és másodikként végzett az ismét csapattársaként induló Vatanen mögött. Továbbá az első Race of Champions-ön a döntőben megverte korábbi csapattársát, az 1985-ös világbajnok Timo Salonent, így ő lett az első „Bajnokok Bajnoka”.
Az 1989-es szezonra a Toyota sokat fejlődött. Kankkunen megszerezte a GT-Four első győzelmét az Ausztrál Ralin, és harmadik lett Korzikán és a RAC Ralin. Ezeknek az eredményeknek köszönhetően a világbajnokság harmadik helyen végzett a Lanciás Biasion és Alex Fiorio mögött. A Toyota megszerezte karrierjének addigi legjobb eredményét, második lett a gyártók bajnokságában.

### Lancia (1990–92)

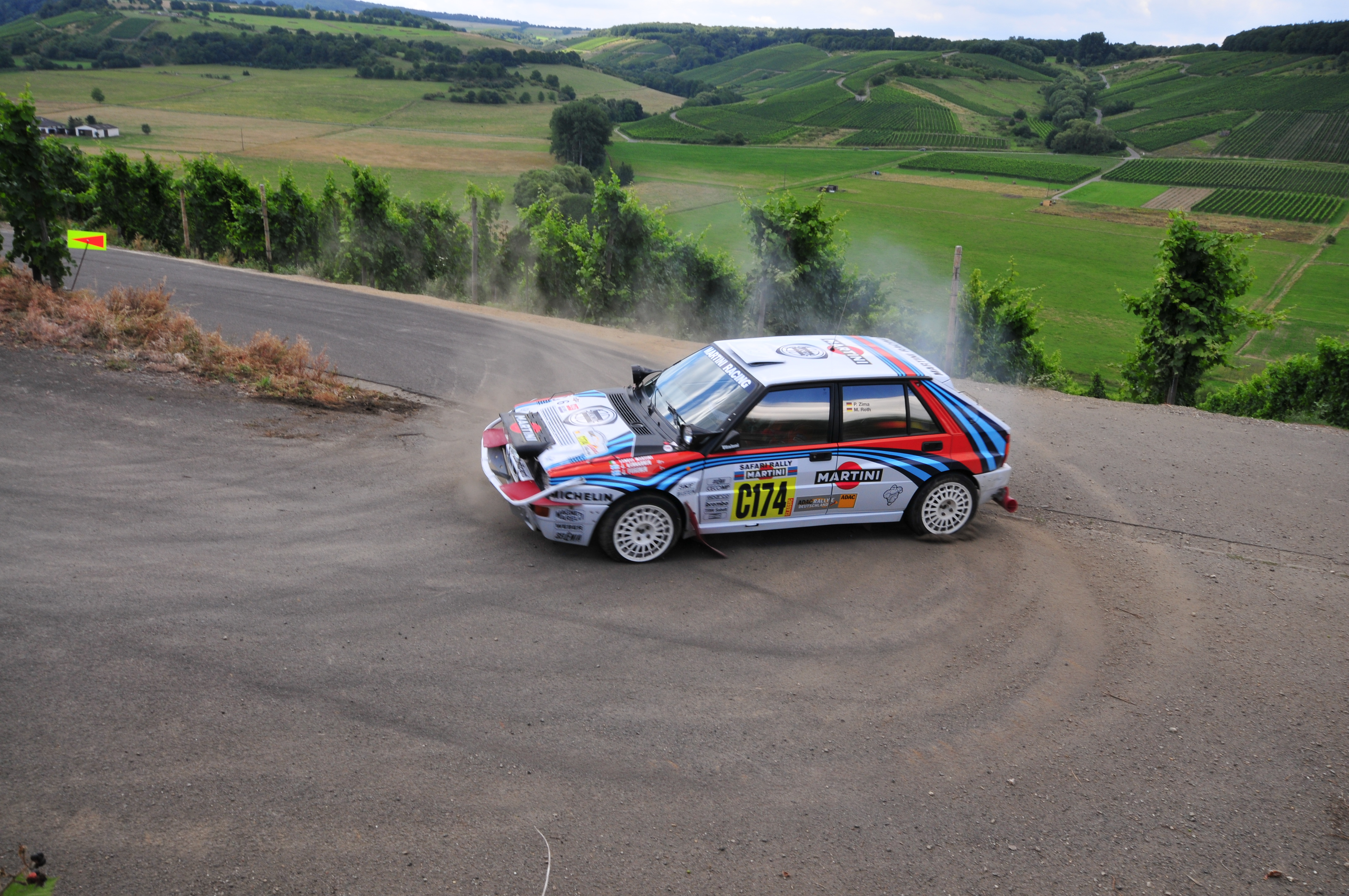
Kankkunen 1991-es Safari Rally-győztes Lancia Delta Integrale 16V-je, amely a 2008-as Deutschland ralin versenyen kívül indult.

Mire Kankkunen megszerezte a Toyota számára a rég várt győzelmet, már érvényes szerződése volt a Lanciával, aminek értelmében az 1990-es évre visszatért az olaszokhoz. A szezon felénél Kankkunen csak a negyedik helyen állt a pontversenyben, miközben a Toyota, illetve újdonsült sztárjuk, Carlos Sainz vezette azt. Bár Kankkunen ismét nyert Ausztráliában, és San Remo-ban megszerezte szezonbéli ötödik dobogós helyezését, Sainz magabiztosan megnyerte a bajnokságot. Kankkunen harmadikként végzett csapattársai, Didier Auriol és a címvédő Biasion közé ékelődve. A Lancia pedig zsinórban megszerezte rekordnak számító negyedik konstruktőri bajnoki címét, ezzel visszavágva a Toyotának.
1991-ben Kankkunen megnyerte a Szafari Ralit, az Akropolisz Ralit, valamint életében először győzött a hazai versenyének számító Ezer Tó Ralin, és zsinórban harmadszor Ausztráliában. A szezonzáró RAC Rali előtt a bajnokságban a Toyotás Sainz vezetett Kankkunen előtt egy ponttal. Mivel Kankkunen megnyerte a RAC-ot Kenneth Erikssont és Sainz-t megelőzve, ő lett az első, aki háromszoros bajnok tudott lenni a Rali Világbajnokság 1973 óta tartó történelmében. Az évad során elért 150 pontja szintén rekordnak számított. Ezen felül ebben az évben fordult elő először az, hogy két versenyző is meg tudott nyerni öt futamot egy szezonon belül. Miután a Race of Champions döntőjében megverte Auriol-t, Kankkunen lett az esemény második kétszeres győztese.
1992-ben Kankkunen mind a kilenc futamán dobogós helyen végzett, de egyedül a Portugál Ralit tudta megnyerni. A bajnoki címért ismét késhegyre menő küzdelem folyt. A szezonzáró előtt Sainz vezetett két ponttal Kankkunen, és hárommal a rekord számú, hat futamgyőzelemmel álló Auriol előtt. Sainz megnyerte a RAC Ralit megelőzve Ari Vatanent és Kankkunent, míg Auriol kiesett, így a bajnoki címet a spanyol szerezte meg.

### Toyota (1993–96)

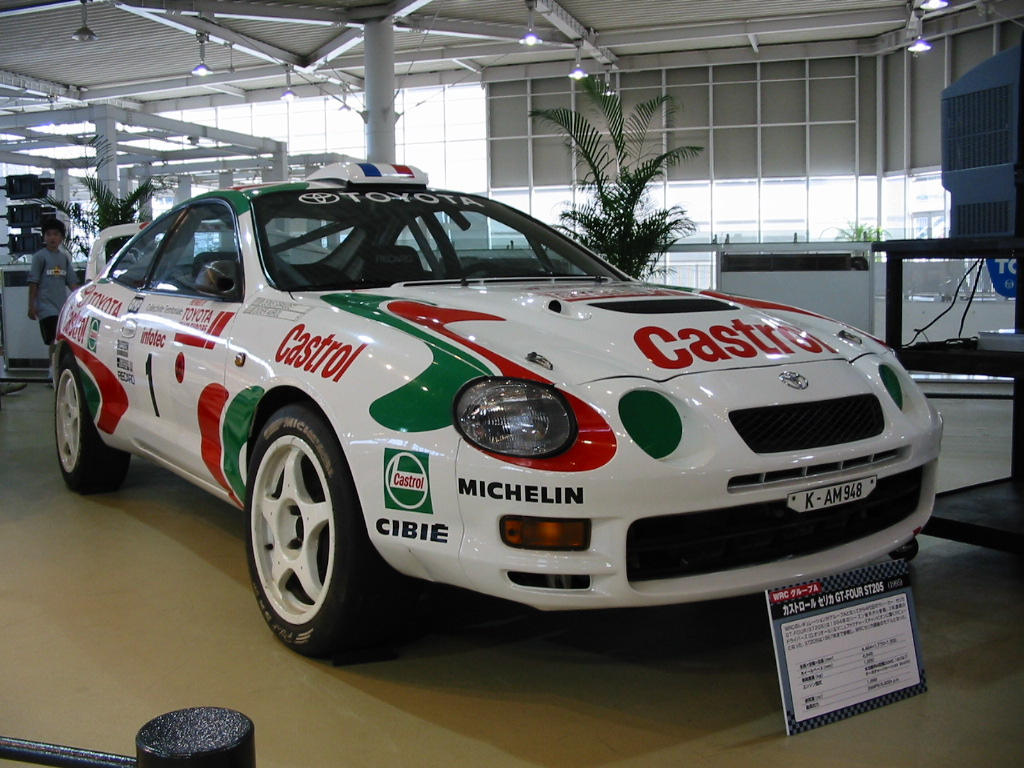
Kankkunen mutatta be a Toyota Celica GT-Four ST205-t az 1994-es San Remo ralin.

Miután a Lancia az 1992-es szezon után kivonult a bajnokságból, Kankkunen ismét a Toyotához ment, hogy a Toyota Celica GT-Four-ral versenyezhessen, amellyel Sainz előző évben megverte őt. Annak ellenére, hogy Juha Piironen agyvérzése után a szezon közepétől két helyettes navigátorral versenyzett, Kankkunen megszerezte rekordnak számító, negyedik világbajnoki címét. A szezon tíz futamából ötöt nyert meg, a Szafari Ralit még Piironen-nel, Az Argentin, az Ausztrál és a RAC Ralit új navigátorával, Nicky Grist-tel, valamint az Ezer Tó Ralit Denis Giraudet-val, mivel Grist előzőleg már Armin Schwarz mellé szerződött. Kankkunen RAC Rali-n megszerzett győzelme volt pályafutása során a huszadik, ezzel megdöntötte honfitársa, Markku Alén rekordját. Harmadik helyezett csapattársával, Didier Auriol-lal megszerezték a gyártók bajnoki címét is a Toyotának, így először nyert japán márka. A Forma 1 1982-es világbajnoka, Keke Rosberg után Kankkunen lett a második autóversenyző, aki Finnországban az Év Sportolója címet megszerezte.
1994-ben Kankkunen erősen kezdett monte-carlói második, majd portugáliai első helyével. A Szafari Ralin vezető pozícióból esett ki, miután 180 km/h-s sebességgel egy gödörbe hajtott, ami az esőzés miatt keletkezett. A szezon felénél Kankkunen és a Subaruval versenyző Sainz holtversenyben vezette a bajnoki tabellát, de néhány gyengébb eredmény kiejtette Kankkunent a VB-cím várományosai közül. Argentínában és San Remoban műszaki problémák hátráltatták, míg Finnországban megnyerte az első szakaszt, de a másodikon húsz percet vesztett, miután felborult autójával. Később visszakapaszkodott a pontszerzők közé, kilencedikként ért célba. Kankkunen Auriol és Sainz mögött végzett az összetettben, így karrierje során először kellett végignéznie csapattársa világbajnoki diadalát.
1995-ben két futammal a szezon vége előtt az egész évben kiegyensúlyozottan teljesítő Kankkunen hét pont előnnyel állt a Subaruval versenyző Colin McRae előtt. Az utolsó előtti futamon, a Catalunya Ralin Sainz és McRae előtt egy perccel vezetett, így magabiztosan haladt első aszfaltos futamgyőzelme és ötödik világbajnoki címe felé. Viszont Grist-tel navigációs hibát vétettek, így balesetet szenvedtek és kiestek. A futam után a Toyotát bűnösnek találták az ST205-ös autókon alkalmazott szabálytalan turbószűkítők miatt. A csapatot 12 hónapra eltiltották a versenyzéstől. A Toyota versenyzőit, Auriolt, Kankkunent és Armin Schwarz-t szintén megfosztották összes pontjuktól. Max Mosley, a FIA elnöke így nyilatkozott: „Nyilvánvaló, hogy a versenyzők tudtak arról, hogy mi folyik.” A következő évben Kankkunen privát Toyotás csapatok színeiben indult három versenyen és negyedikként végzett Svédországban, harmadikként Indonéziában és másodikként Finnországban.

### Ford (1997–98)

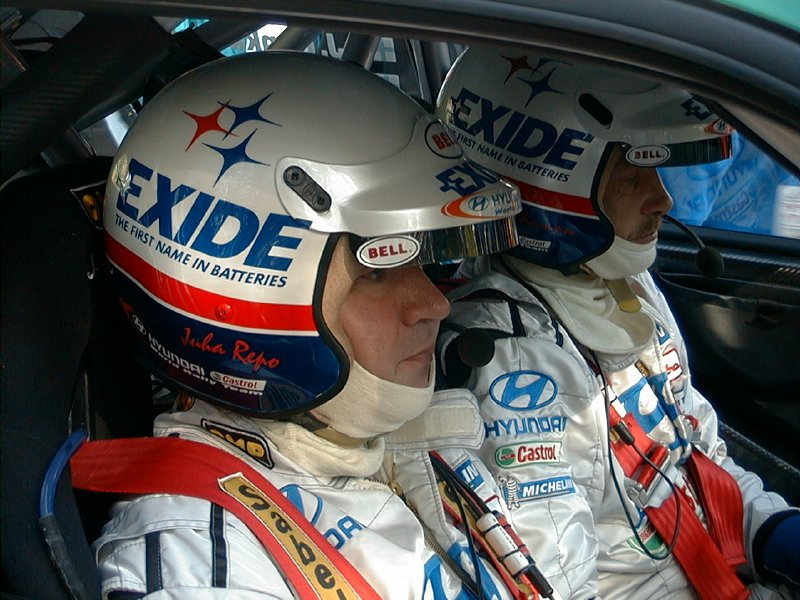
Kankkunen és Juha Repo, aki 1997 és 2002 között volt a navigátora.

Az 1997-es szezon közepén Kankkunen a Ford Motor Company gyári csapatához, az M-Sport alakulathoz szerződött, hogy leváltsa az indiszponált Armin Schwarz-ot. Mivel ahhoz túl későn csatlakozott, hogy az egyéni világbajnoki címért versenybe szálljon, Kankkunen feladata az lett, hogy segítse a Fordot és csapattársát, Carlos Sainz-t a bajnoki küzdelmekben. Erősen kezdett, és egészen addig vezetett második Fordos versenyén, a görögországi Akropolisz Ralin, amíg a csapatutasításnak megfelelően Sainz mögé vissza nem kellett esnie. Kankkunen később csak másodpercekkel maradt le Sainztól Indonéziában és Új-Zélandon is. Hazai versenyén, Finnországban csupán hét másodperccel kapott ki a címvédő világbajnoktól, a Mitsubishivel versenyző Tommi Makinentől. zóta is ez a legszorosabb befutó a rendezvény történetében. Az év folyamán negyedszerre lett második a szezonzáró RAC Ralin, ezúttal a spanyol előtt, aki addigra elvesztette a VB-címért folyó küzdelmet Makinennel szemben.
Kankkunen az 1998-as szezonra a Fordnál maradt, ahol a belga Bruno Thiry lett a csapattársa, mivel Sainz úgy döntött, visszatér a Toyotához. A Ford erőforrásainak jelentős részét az új Ford Focus WRC fejlesztéséhez rendelte, így a csapat utolsó éve az Escort WRC-vel győzelem nélkül telt el. Kankkunen hét alkalommal állhatott dobogóra, így mind ő, mind a Ford a bajnokság negyedik helyén végzett. Az 1999-es szezonra a Ford a Subaru World Rally Team sztárját, Colin McRae-t szerződtette le, Kankkunen pedig a Subaruhoz ment, hogy elfoglalja a skót megüresedett helyét.

### Subaru (1999–2000)
Kankkunen a Subaru World Rally Team-nél, Subaru Impreza WRC-vel eltöltött első évében győzött Argentínában és Finnországban. Öt év utáni első győzelmét szerezte meg Argentínában, miután az utolsó szakaszon megelőzte csapattársát, Richard Burns-t, és 2,4 másodperces előnyt szerzett. Kankkunen arra készült, hogy elfogadja a csapatutasítást, és szándékosan elszenved 10 másodpercnyi időbüntetést, de a TV-kamerák előtt a Subaru csapatfőnöke, David Richards kijelentette, hogy nem lesz csapatutasítás. Hazai versenyén, Finnországban is megverte Burns-t, és megszerezte utolsó rali-világbajnoki futamgyőzelmét. Annak ellenére, hogy a szezonzáró RAC Ralin a Subaru ismét kettős győzelmet szerzett, a Toyotával szemben négy ponttal alulmaradtak a konstruktőri világbajnokságban. Kankkunen zsinórban harmadik évben végzett a világbajnokság negyedik helyén, miközben Makinen negyedik világbajnoki címével beállította az ő rekordját. Kankkunen 2000-es szezonja kiábrándítóan alakult. Legjobb eredménye a Szafari Rali második helye volt Burns mögött. Csak két másik dobogós helyezés fűződött a nevéhez, így az egyéni világbajnokság nyolcadik helyén végzett.

### Késői pályafutása

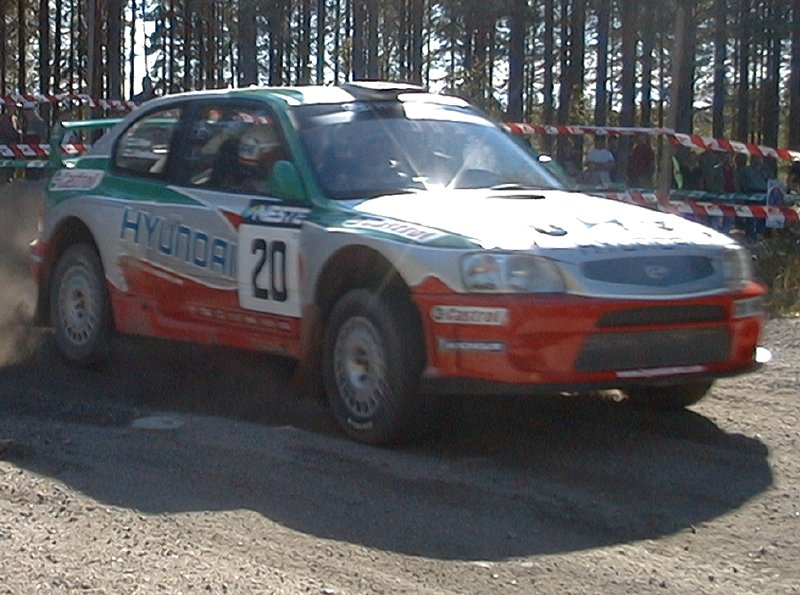
Kankkunen egy Accent WRC-vel a 2001-es Finn Ralin.

A Subaru nem hosszabbította meg Kankkunen szerződését 2001-re, így végül abban az évben csak egy futamon állt rajthoz, a Finn Ralin a Hyundai gyári csapatánál. Az Accent WRC számos technikai problémájának következtében Kankkunen feladta a küzdelmet. A 2002-es szezonra a Hyundai eredetileg egy teljes, 14 futamra szóló szerződést ajánlott fel, de ezt ő nem fogadta el, így az egyezséget a kilenc murvás futamon való részvételre módosították. Az Accent WRC újabb evolúciója ellenére sem volt képes a Hyundai felvenni a harcot az élcsapatokkal, a Peugeot-val, a Forddal és a Subaruval. Kankkunen Új-Zélandon elért ötödik helyezése volt a csapat legjobb 2002-es eredménye. Ehhez képest Kankkunen és a csapat teljes szezont futó versenyzői, Freddy Loix és Armin Schwarz szoros csatában megszerezték a Hyundai csapat legjobb eredményét, a konstruktőri világbajnokság negyedik pozícióját. A szezon végén Kankkunen visszavonult a Rali Világbajnokságról.
Visszavonulása után Kankkunen bejelentette, hogy politikai pályára szeretne lépni, hasonlóan honfitársához, Ari Vatanenhez. 2004-ben az Európa Parlament jelöltje volt a konzervatív Nemzeti Koalíció pártja színeiben. Míg Vatanent ismét megválasztották, Kankkunen 17 815 szavazata nem volt elég a bejutáshoz. Kankkunen, akit a "Repülő Finn" néven is illetnek, az egyik fő részvényese volt az időközben csődbe ment Flying Finn Airline-nak, Finnország első fapados légitársaságának. A cég első repülőgépét róla nevezték el. Kankkunen a korábbi NHL-sztárral, Jari Kurri-val együtt szintén részvényes volt egy cégben, amely a finnországi Ruka-ban épít luxusingatlanokat.
2007 elején Kankkunen felállította a jégen elért legnagyobb sebesség rekordját saját tulajdonú Bentley Continental GT-jével a jeges Bothnia öbölben a finnországi Oulu mellett. A „repülő kilométeren” mindkét irányban elért sebességének átlaga 321,65 km/h, míg a legnagyobb elért sebessége 331 km/h volt. A korábbi rekord 296,34 km/h volt, amit egy Bugatti EB110 Supersport-tal értek el. A Bentley alapvetően szériakivitelű volt, eltekintve a bukócsőtől, néhány aerodinamikai módosítástól és az alacsony hőmérsékletre alkalmas benzintől és beállításoktól. A gumik a Nokian Tyres termékei voltak szegecsekkel ellátva. A műszaki hátteret a Nokian és a Bentley Motors biztosította.

### Magánélete
Kankkunen jelenleg Monacóban él, de sok időt tölt családi farmján, Laukka-ban is, amihez tartozik egy hatalmas ház és több száz hektárnyi birtok. Kiterjedt autógyűjteménye van, amiben hat Ferrari kapott helyet, például az F40-es és a 288 GTO is, emellett az a négy raliautó, amelyekkel világbajnok lett. Kankkunen és felesége, Pirjo 2008-ban elváltak.

## WRC győzelmei
|    | Rali                                  | Év   | Navigátor      | Autó                       |
| -- | ------------------------------------- | ---- | -------------- | -------------------------- |
| 1  | 33rd Marlboro Safari Rally            | 1985 | Fred Gallagher | Toyota Celica TCT          |
| 2  | 17ème Rallye Côte d'Ivoire            | 1985 | Fred Gallagher | Toyota Celica TCT          |
| 3  | 36th International Swedish Rally      | 1986 | Juha Piironen  | Peugeot 205 Turbo 16 E2    |
| 4  | 33rd Acropolis Rally                  | 1986 | Juha Piironen  | Peugeot 205 Turbo 16 E2    |
| 5  | 16th AWA Clarion Rally of New Zealand | 1986 | Juha Piironen  | Peugeot 205 Turbo 16 E2    |
| 6  | 22nd Olympus Rally                    | 1987 | Juha Piironen  | Lancia Delta HF 4WD        |
| 7  | 36th Lombard RAC Rally                | 1987 | Juha Piironen  | Lancia Delta HF 4WD        |
| 8  | 2nd Commonwealth Bank Rally Australia | 1989 | Juha Piironen  | Toyota Celica GT-Four      |
| 9  | 3rd Commonwealth Bank Rally Australia | 1990 | Juha Piironen  | Lancia Delta Integrale 16V |
| 10 | 39th Martini Safari Rally Kenya       | 1991 | Juha Piironen  | Lancia Delta Integrale 16V |
| 11 | 38th Acropolis Rally                  | 1991 | Juha Piironen  | Lancia Delta Integrale 16V |
| 12 | 41st 1000 Lakes Rally                 | 1991 | Juha Piironen  | Lancia Delta Integrale 16V |
| 13 | 4th Commonwealth Bank Rally Australia | 1991 | Juha Piironen  | Lancia Delta Integrale 16V |
| 14 | 47th Lombard RAC Rally                | 1991 | Juha Piironen  | Lancia Delta Integrale 16V |
| 15 | 26º Rallye de Portugal                | 1992 | Juha Piironen  | Lancia Delta HF Integrale  |
| 16 | 41st Trustbank Safari Rally           | 1993 | Juha Piironen  | Toyota Celica Turbo 4WD    |
| 17 | 13º Rally Argentina                   | 1993 | Nicky Grist    | Toyota Celica Turbo 4WD    |
| 18 | 43rd 1000 Lakes Rally                 | 1993 | Denis Giraudet | Toyota Celica Turbo 4WD    |
| 19 | 6th Telecom Rally Australia           | 1993 | Nicky Grist    | Toyota Celica Turbo 4WD    |
| 20 | 49th Network Q RAC Rally              | 1993 | Nicky Grist    | Toyota Celica Turbo 4WD    |
| 21 | 28º TAP Rallye de Portugal            | 1994 | Nicky Grist    | Toyota Celica Turbo 4WD    |
| 22 | 19º Rally Argentina                   | 1999 | Juha Repo      | Subaru Impreza WRC         |
| 23 | 49th Neste Rally Finland              | 1999 | Juha Repo      | Subaru Impreza WRC         |

## Külső hivatkozások
- Rallybase profilja